# 光叶仙茅
光叶仙茅（学名：Curculigo glabrescens）为石蒜科仙茅属的植物。分布于马来西亚、印度尼西亚以及中国大陆的广东等地，生长于海拔1,100米至1,000米的地区，常生长在林下以及溪边湿地，目前尚未由人工引种栽培。

## 别名
无毛仙茅（植物分类学报）